# Виборчий округ 175
Виборчий округ 175 — виборчий округ в Харківській області. В сучасному вигляді був утворений 28 квітня 2012 постановою ЦВК №82 (до цього моменту існувала інша система виборчих округів). Окружна виборча комісія цього округу розташовується в Дергачівському районному будинку культури за адресою м. Дергачі, пл. Перемоги, 1.
До складу округу входять місто Люботин, а також Дергачівський район, частина Харківського району (територія на схід від міста Люботин). Виборчий округ 175 межує з округом 176 на сході, з округами 181, 172, 171, 169, 168 і 174 на півдні, з округом 180 на заході та обмежений державним кордоном з Росією на півночі. Виборчий округ №175 складається з виборчих дільниць під номерами 630315-630369, 630810-630813, 630817-630819, 630829-630831, 630833-630836, 630840-630844, 630848-630859, 630874-630879, 630881, 631038-631045 та 631047-631055.

## Народні депутати від округу
| Ім'я                        | Фото | Партія          | Скликання | Дата набуття повноважень | Дата припинення повноважень |
| --------------------------- | ---- | --------------- | --------- | ------------------------ | --------------------------- |
| Кацуба Володимир Михайлович |      | Партія регіонів | 7-ме      | 12 грудня 2012           | 27 листопада 2014           |
| Кацуба Володимир Михайлович |      | самовисуванець  | 8-ме      | 27 листопада 2014        | 29 серпня 2019              |
| Пивоваров Євген Павлович    |      | Слуга народу    | 9-те      | 29 серпня 2019           |                             |

## Результати виборів

### Парламентські

#### 2019
Кандидати-мажоритарники:
- Пивоваров Євген Павлович (Слуга народу)
- Кацуба Володимир Михайлович (Опозиційний блок)
- Лазуренко Андрій Вікторович (Опозиційна платформа — За життя)
- Кисіль Віктор Васильович (Голос)
- Задоренко Вячеслав Валентинович (самовисування)
- Калашников Данило Андрійович (Партія Шарія)
- Банген Анатолій Володимирович (самовисування)
- Корнієнко Денис Євгенович (Свобода)
- Ястребова Ганна Сергіївна (Радикальна партія)
- Фесенко Сергій Володимирович (самовисування)
- Алексанян Карен Артаваздович (самовисування)

#### 2014
Кандидати-мажоритарники:
- Кацуба Володимир Михайлович (самовисування)
- Кузан Сергій Васильович (Народний фронт)
- Веретейніков Микола Митрофанович (самовисування)
- Литвинов Олексій Іванович (самовисування)
- Василиненко Володимир Володимирович (Комуністична партія України)
- Безрук Володимир Миколайович (самовисування)
- Нестеренко Сергій Вікторович (Радикальна партія)
- Нікуленко Віктор Іванович (Сильна Україна)
- Головко Валерій Олексійович (самовисування)
- Квашнін Олександр Юрійович (самовисування)
- Кухар Олександр Васильович (самовисування)
- Леонов Роман Миколайович (самовисування)
- Лаптій Юрій Володимирович (самовисування)
- Ніколенко Володимир Михайлович (самовисування)

#### 2012
Кандидати-мажоритарники:
- Кацуба Володимир Михайлович (Партія регіонів)
- Варченко Іван Григорович (Батьківщина)
- Безрученко Володимир Олександрович (Комуністична партія України)
- Коробка Юрій Олексійович (УДАР)
- Третьяк Вікторія Валеріївна (самовисування)

## Явка
Явка виборців на окрузі: